# Biblioteca Sherman y Jardines
La Biblioteca Sherman y Jardines (en inglés: Sherman Library and Gardens), es un jardín botánico de  2.2 acres (9,000 m²) de extensión, en  Corona del Mar, California, Estados Unidos.

## Localización
El jardín botánico se ubica en Corona del Mar, que es un barrio de Newport Beach.
Sherman Library and Gardens, 2647 East Pacific Highway Corona del Mar, Orange county, California CA 96025  United States of America-Estados Unidos de América.
Planos y vistas satelitales.33°36′09″N 117°52′24″O / 33.60250, -117.87333
La mayoría de los días hay que pagar una tarifa de entrada.

## Historia
El jardín botánico que existe en la actualidad comenzó en 1955 cuando Arnold D. Haskell (1895-1977) compró el vivero propiedad de Norman. 
El Sr. Haskell nombró la biblioteca y jardines en honor de su mentor y benefactor, M. H. Sherman (1853-1932).

## Colecciones
El jardín botánico incluye patios, invernaderos, lechos florales de temporada, y fuentes.
Son de destacar,
- Colección de cactus y suculentas e incluye pimenteros.
- Invernadero tropical que alberga orquídeas, heliconias, y jengibres.
- Rosaleda con una colección de cultivares de rosas.
- Gruta de los helechos donde se muestra helechos maduros de cuerno de arce.
- Jardín japonés que incluye un árbol de buda.
- Jardín de hierbas nos muestra una gran variedad de hierbas entre las que se incluyen menta chocolate y naranja, Viola tricolor y cultivares de ajo.

## Lugar de bodas
La Sherman Library es un bello lugar para la celebración de las ceremonias de boda.  En este lugar han celebrado sus ceremonias nupciales John Wayne, Paula Abdul, Johnny Dingle, y Bill Berry. El único requisito para esto es hacer un generoso donativo. 

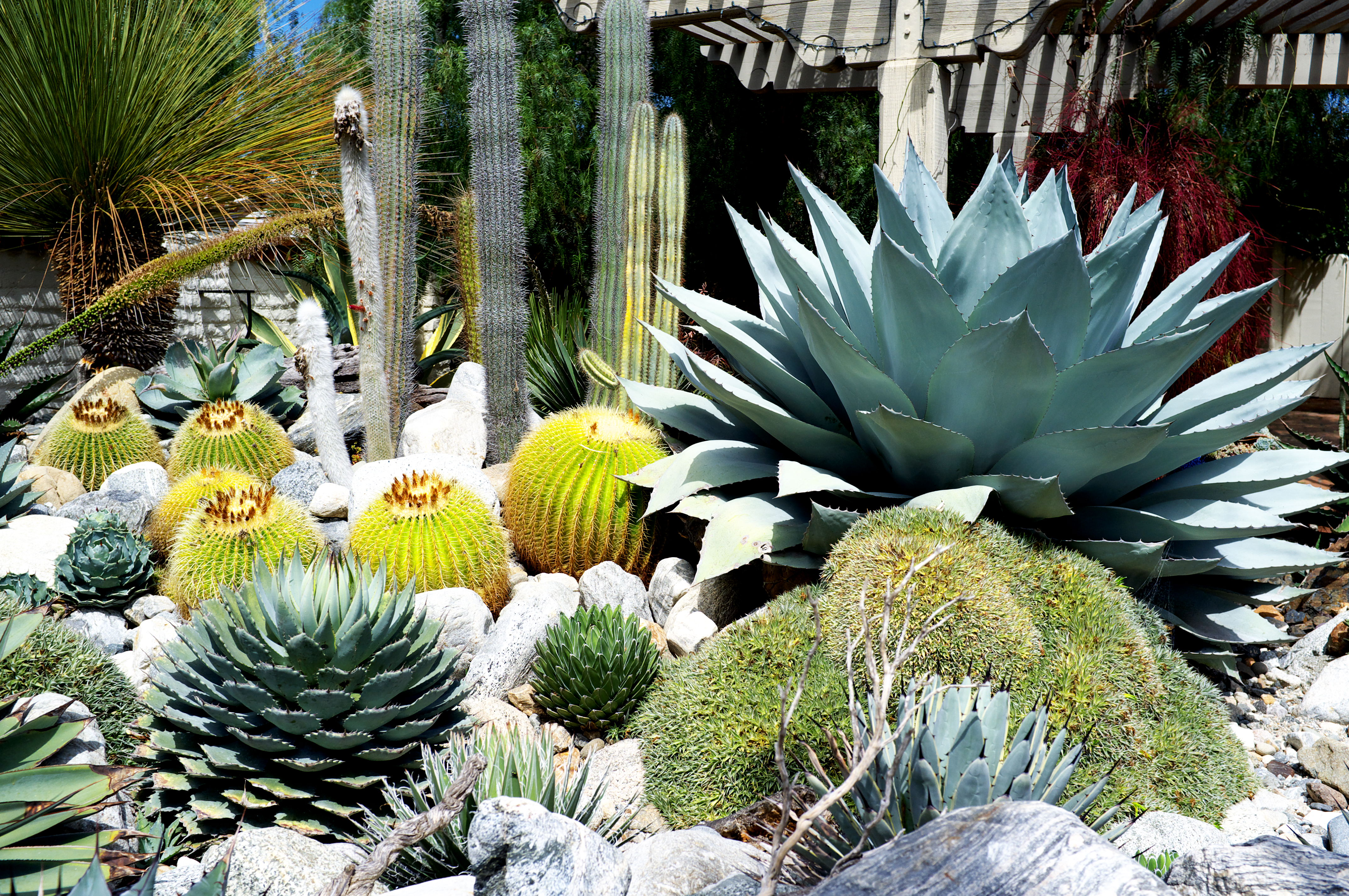
Colección de cactus en "Sherman Library & Gardens".
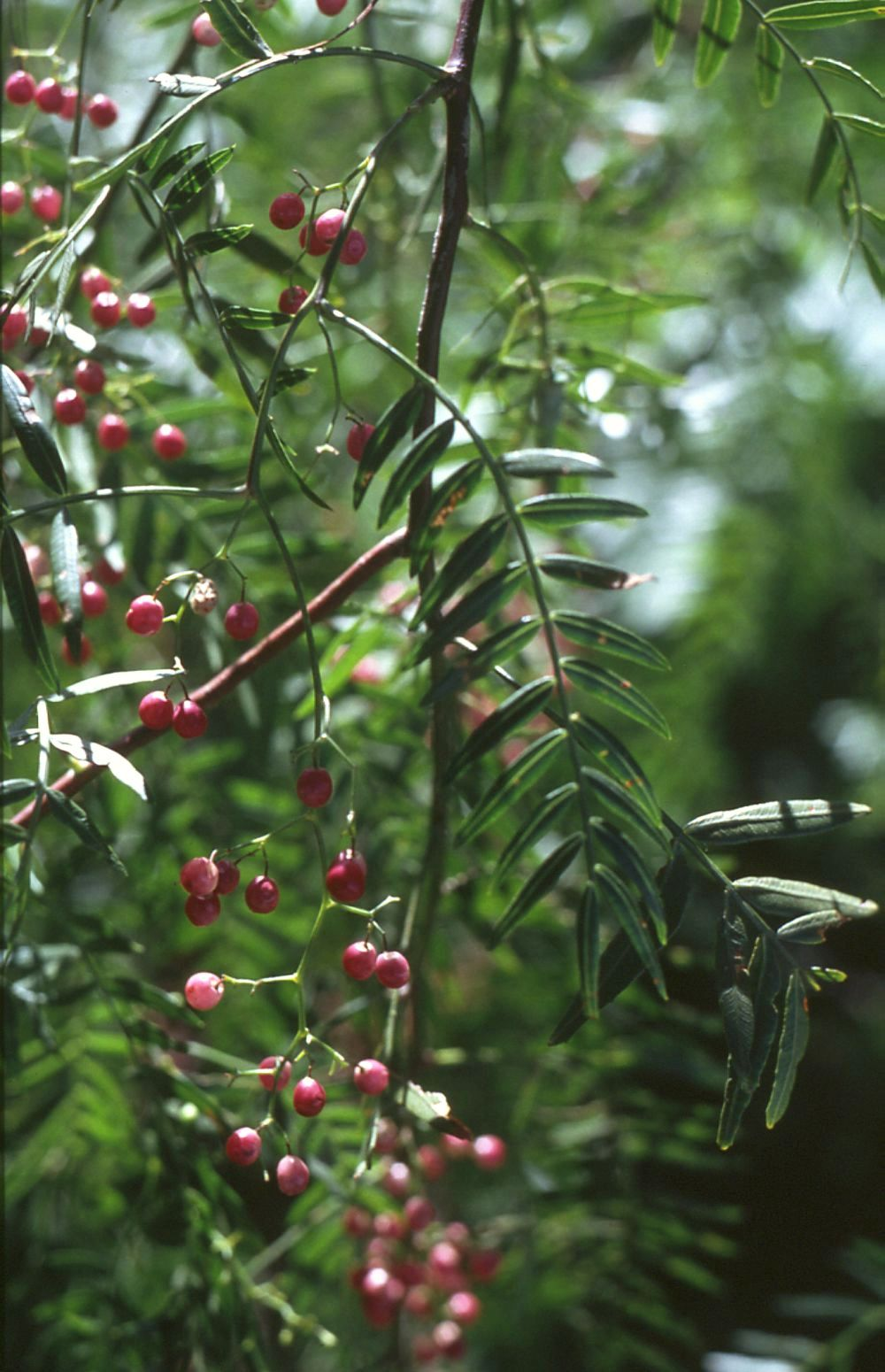
Frutos del Schinus molle.